# Pianese Nunzio – 14 im Mai
Pianese Nunzio – 14 im Mai (Originaltitel: Pianese Nunzio, 14 anni a maggio) ist ein italienischer Spielfilm aus dem Jahr 1996.

## Handlung
Der 35-jährige Priester Lorenzo Borrelli, genannt „Pater Lorenzo“, der innerlich mit seiner erotischen Neigung zu jungen und sehr jungen Männern hadert, kommt als Pfarrer in einen von Arbeitslosigkeit, sozialer Verwahrlosung und Kriminalität geprägten Stadtteil Neapels. Das gesellschaftliche und wirtschaftliche Leben hier wird weitgehend von der Camorra beherrscht, regelmäßig kommt es auf offener Straße zu Schießereien verfeindeter Clans mit Todesopfern. Der sensible und musikalisch begabte 13-jährige Nunzio Pianese, der von seinen getrennt lebenden Eltern zu seiner Tante Rosaria abgeschoben wurde, sucht in der Kirche und bei Pater Lorenzo die Geborgenheit, die er bei seiner verhärmten Tante, seiner oberflächlichen Mutter, seinem psychisch kranken arbeitsunfähigen Vater und seinem kriminellen älteren Bruder Giovanni nicht findet. Nunzio möchte auch Priester werden. Pater Lorenzo umgarnt Nunzio und bringt ihn schließlich dazu, eine sexuelle Beziehung mit ihm einzugehen.
Nunzio bandelt mit der gleichaltrigen Ada an und beginnt mit ihr eine altersgemäße Romanze. Sie geraten in eine Schießerei der Camorra, wobei Ada von einem Schuss tödlich getroffen wird. Bei Adas Totenmesse fordert Pater Lorenzo mit harschen Worten die Gemeinde zum Widerstand gegen die Camorra auf, Camorristi aus seiner Gemeinde schließt er vom Kommunionempfang und dem kirchlichen Begräbnis aus. Die Presse wird auf ihn aufmerksam und bald ist er in der Öffentlichkeit als mutiger Kämpfer gegen die Camorra bekannt. Die Organisation scheut davor zurück, ihn zu töten, da sie dadurch einen Märtyrer schaffen würde, und versucht ihm auf andere Weise zu schaden. Sogar im engeren Kreis der Kirchengemeinde finden sich Camorra-Spitzel: Die sich naiv gebende 20-jährige Anna Maria, die sich mit anderen Frauen beim Kochen und Putzen im Pfarrhaus abwechselt, wird darauf angesetzt, dem Priester sexuell nachzustellen, erntet damit jedoch keinen Erfolg. Eine junge Frau namens Sandra macht mit Luigi Grasso, einem jungen Drogenabhängigen, den Pater Lorenzo aus der Gosse geholt hat, einen Deal: Sie versorgt Luigi mit Drogen, dafür spioniert er Einzelheiten der verdächtigen Beziehung Lorenzos zu Nunzio aus. Um Aufschluss über seine sexuelle Orientierung zu gewinnen, verführt Sandra Nunzio, der damit seinen ersten Sex mit einer Frau erlebt und spätestens jetzt seine heterosexuelle Orientierung klar erkennt.
Kriminalbeamte, die selbst der Camorra ergeben sind, vernehmen Nunzio mehrmals unter steigendem Druck, doch er streitet stets den sexuellen Missbrauch durch den Pfarrer ab. Aus Angst vor Entdeckung redet Pater Lorenzo auf Nunzio ein, ihre Liebe sei doch etwas Besonderes und ihre ausgelebte Sexualität befreiend. Aus wirren Worten, die Nunzio im Halbschlaf zu seiner Cousine Katia spricht, geht allerdings hervor, dass die Verführung durch den Priester ihn traumatisiert hat. Die Situation eskaliert, als die Camorra Katia vergewaltigen lässt und Nunzio mit dem Tod bedroht. Dadurch zermürbt legt er vor dem Staatsanwalt alle Fakten auf den Tisch. Pater Lorenzo erklärt sich bereit, ein Geständnis abzulegen.

## Kritik
Das Lexikon des internationalen Films urteilte: „Ein sozial und politisch engagierter Film, der jedoch zu keiner künstlerischen Geschlossenheit findet und seine Geschichte voller Klischees und Stereotypen erzählt. Die gute Absicht wird zwar sichtbar, aber durch das plakative Drehbuch sowie die mangelnde Personenzeichnung torpediert.“
Laut kino.de bringt der Regisseur „die Vorurteile und Vorbehalte gegenüber den Motivkreisen Glaube, Sexualität und Kriminalität geschickt in Verbindung mit der Struktur seines Films […] Die Inszenierung setzt auf eine raffinierte Mischung aus Kammerspiel, Visionen, dokumentarischem Gestus und intelligentem Diskurs über die moralischen Zwänge, die sich unweigerlich bei dem ‚unwürdigen‘ Priester einstellen.“

## Hintergrund
Die Uraufführung fand am 5. September 1996 auf den Internationalen Filmfestspielen von Venedig statt, wo der Film im Wettbewerbsprogramm lief. 1998 wurde der Film auf dem Vinokino Lesbian and Gay Film Festival in Turku gezeigt. Am 24. September 1998 war die Erstaufführung der deutschen Synchronfassung.